# Verlagsedition Dittmer
Die Verlagsedition Dittmer ist ein deutscher Verlag, der in den 1970er Jahren Autoren der Alternativszene vertrat und sich später Themen der Alternativmedizin zuwandte.

## Geschichte
Nachdem schon sein Vater Hans Dittmer (1893–1959) publizistisch tätig gewesen war, gründete Hans Otfried Dittmer, ein evangelischer Theologe und Heilpraktiker, 1977 gemeinsam mit seiner Ehefrau Anneliese Dittmer in Göttingen die Verlagsedition Dittmer. Die Edition, die bald nach Scheden umzog, trat zunächst unter den beiden Namen Dittmer Publikationen und Dionysos Press auf. Mit der Zeit setzte sich die Bezeichnung Verlagsedition Dittmer durch.
Eine gemeinsame Initiative mit der University of North Carolina in Pembroke führte ab 1977 zur Herausgabe der zweisprachigen Literaturzeitschrift Katapult. Ende der 1970er Jahre kam es zu einer immer engeren Zusammenarbeit von Hans Otfried und Anneliese Dittmer mit dem Gauke-Verlag, an den sie ihr Verlagsprogramm 1980 vollständig abgaben. Der Gauke-Verlag pflegte das Dittmer-Programm etwa ein Jahrzehnt weiter, bis er sich ausschließlich Themen der Sozialökonomie zuwandte. Dittmer hat seine Erfahrungen als literarischer Verleger in seinem satirischen Buch Litortur reflektiert.
Nach Übergabe seines ursprünglichen literarischen Programms an den Gauke-Verlag führten Hans Otfried und Anneliese Dittmer ihre Edition weiter, die sich ab dann hauptsächlich Fragen der Alternativmedizin widmete und als D-ReSearch Privatverlag auftrat, wobei auch weiterhin zusätzlich die Bezeichnungen Dittmer Publikationen und Verlagsedition Dittmer verwendet werden. Seit den achtziger Jahren bis heute hat der Verlag seinen Sitz in der Gemeinde Wesertal. Ab 2010 wurde der Verlag zeitweilig komplett nach Chattanooga (Tennessee, USA) verlegt.

## Programm, Autoren und Entwicklung
Hans Otfried Dittmer, der unter dem Namen Hans O. Hermann selber literarisch tätig war, konnte Ende der 1970er Jahre eine Reihe von in der damaligen Alternativszene prominenten Personen zusammenführen und als Autoren seines Verlags gewinnen. Einige von ihnen sollten in der weiteren Folge größere Bekanntheit erlangen. Unter ihnen befanden sich der als Muslim exponierte Schriftsteller Hadayatullah Hübsch, der damalige Schüler Lama Anagarika Govindas und spätere Philosoph Volker Zotz und Ingo Cesaro, von dem Günter Grass meinte, er wäre einer „der wenigen kreativen Verrückten, auf die wir angewiesen sind zwischen so vielen Normalbürgern.“ Weitere Autoren bei Dittmer waren Wolfgang Graf von Lüttichau, Hans Horn, Klaus Bernarding, Jürgen Völkert-Marten, Wolfgang Fienhold, Carl Heinz Kurz und Quirin Engasser.
Nachdem Dittmer sein literarisches Programm an den Gauke-Verlag übergeben hatte, wechselten viele der genannten Autoren zu anderen Verlagen. Volker Zotz veröffentlichte noch eines seiner Bücher über Buddhismus bei Gauke und ließ seine folgenden Arbeiten meist im Rowohlt Verlag erscheinen. Wolfgang Fienhold veröffentlichte in der Folge meist im Eichborn Verlag. Hans O. Dittmer veröffentlichte seine Forschungen über Radionik und Bioresonanztherapie als Selbstpublikationen.
Der Verlag betreibt zudem eine Vielzahl statischer und interaktiver Websites zur gesundheitlichen Aufklärung über Nährwerte, Labor-Parameter (z. B. Blutwerte), Gesundheitstests und mehr.

## Einzelbelege
1. ↑  Katapult. Literatur. Goettingen Pembroke magazine. DNB 550360441.
2. ↑  Hans O. Hermann: Litortur. Eine Satire. Ein Tag im Leben eines alternativen Kleinverlegers. Gauke, Hann. Münden 1979, ISBN 3-87998-027-6.
3. ↑  Homepage
4. ↑  Wilhelm Kosch u. a. (Hrsg.): Deutsches Literatur-Lexikon. Das 20. Jahrhundert. Band VI. Walter de Gruyter Verlag, 2012, ISBN 978-3-11-096110-2, S. 302.
5. ↑  Hans O. Hermann: Wir träumen alle. Ungereimtheiten. Gauke, Hann. Münden 1977, ISBN 3-87998-021-7; Ich bin im Bild. Dittmer, Göttingen 1978, ISBN 3-88297-100-2.
6. ↑  Hadayatullah Hübsch: Abgedichtetes. 40 Texte zu Zeitungsmeldungen. Dittmer, Scheden 1979, ISBN 3-88297-034-0.
7. ↑  Volker Zotz: Transformation. Dittmer, Scheden 1978, ISBN 3-88297-031-6; derselbe: Geraunt. Dittmer, Scheden/ Hann. Münden 1979, ISBN 3-88297-039-1; derselbe: Das Projekt Adytum. Dittmer, Scheden/ Hannoversch Münden 1979, ISBN 3-88297-041-3.
8. ↑  Ingo Caesaro: Ausweitungen. 2., verb. u. erw. Auflage. Dittmer Scheden 1978.
9. ↑  Frankenpost. 12. Februar 2004, S. 20; anlässlich einer Veranstaltung mit dem Nobelpreisträger in Kronach
10. ↑  Wolfgang Graf von Lüttichau: Unter anderem Sex. Dittmer, Göttingen 1978, ISBN 3-88297-075-8.
11. ↑  Hans Horn: Narziss und Tausendzünder. Ein Romanessay. 1. Auflage, Dittmer, Göttingen 1978, ISBN 3-88297-076-6.
12. ↑  Klaus Bernarding: Glückauf und nieder. Willkommen in Soultzwiller. 2. Auflage. Dittmer, Hann. Münden 1978, ISBN 3-87998-025.
13. ↑  Jürgen Völkert-Marten: Cinema. Dittmer, Scheden 1978, ISBN 3-88297-029-4.
14. ↑  Wolfgang Fienhold: Draußen auf Terra. Dittmer Hann. Münden 1979, ISBN 3-88297-045-6.
15. ↑  Carl Heinz Kurz: Den Eulen nah und dem Mond. Tanka. Scheden, Dittmer: 1978
16. ↑  Qurin Engasser: Wenn’s zum Weinen nicht reicht. Dionysos-Press (Dittmer), Göttingen 1977, ISBN 3-88297-000-6.
17. ↑  Volker Zotz: Maitreya. Kontemplationen über den Buddha der Zukunft. Mit einem Geleitwort von Lama Anagarika Govinda. Gauke, Hann. Münden 1984, ISBN 3-87998-054-3.
18. ↑  Zum Beispiel Volker Zotz: André Breton. Rowohlt Verlag, Reinbek bei Hamburg 1990, ISBN 3-499-50374-3; derselbe: Buddha. Rowohlt, Reinbek bei Hamburg 1991, ISBN 3-499-50477-4.
19. ↑  Zum Beispiel Wolfgang Fienhold: Das Buch vom Zocken. Eichborn-Verlag, Frankfurt am Main 1983, ISBN 3-8218-1022-X; derselbe: Arbeitslos. Eichborn-Verlag, Frankfurt am Main 1984, ISBN 3-8218-2002-0.
20. ↑  Zum Beispiel Hans O. Dittmer: Manuelle Kraftübertragung. Ergänzung zur D-Methode. Eine elektronisch messbare Reiki-Alternative. Books on Demand, Norderstedt 2004, ISBN 3-8334-1682-3; derselbe: Elektronische Homöopathie. Mittelfindung, Schwingungsgenerierung und Ausgabe mittels Personal Computer für Radionik und Bioresonanz. Books on Demand, Norderstedt 2008, ISBN 978-3-8370-6258-8.
21. ↑  Lebensmittel-Tabelle
22. ↑  Laborwerte
23. ↑  Puresleben